# Konrad Münch von Landskron (Politiker)
Konrad Münch von Landskron, erstmals erwähnt am 19. Juni 1334 († 29. Oktober 1353 in Basel) war ein Basler Politiker.

## Leben
Konrad Münch von Landskron entstammte dem Basler Rittergeschlecht der Münch. Er war der Sohn des gleichnamigen Konrad Münch von Landskron, Bürgermeister von Basel von 1274 bis 1327, und dessen Ehefrau Anna von Landsberg. Sein Bruder war Burkhart Münch von Landskron († 23. April 1376), Vogt in Basel und später Schultheiss von Solothurn.
1336 erfolgte seine Ernennung zum Ritter und 1338 wurde er Herr von Angenstein sowie 1341 Herr von Istein.
In der Zeit von 1339 bis 1349 amtierte er, im Wechsel mit Konrad von Bärenfels, als Bürgermeister von Basel.
Konrad Münch von Landskron war seit 1338 mit Johanna Waldner verheiratet.